# Timoléo̱n
Timoléo̱n (tiếng Hy Lạp: Τιμολέων, 411-337 TCN) là một tướng lĩnh và là một chính trị gia người Hy Lạp nguyên quán ở Korinthos và là một bạo chúa của Siracusa trong giai đoạn 345-336 TCN. Ông được ca ngợi là người đã giải phóng thành phố này khỏi nền thống trị hà khắc và đánh bại các cuộc xâm lược của người Carthago vào lãnh thổ của người Hy Lạp tại đảo Sicillia.
Ông được Plutarchus xem là "bằng hữu của vận may" vì, tương truyền, trong cuộc đời, Timoleon đã gặp nhiều "may mắn" hay những sự kiện được cho là điềm tốt lành. Bản thân Timoleon cũng nhiều lần khẳng định những thành công trong sự nghiệp chủ yếu là do may mắn và do thần thánh "chiếu cố".

## Tiểu sử
Timoleon sinh ra trong một gia đình quyền quý ở Korinthos. Ông là con trai của Timodimos và em trai của Timofanis, một chỉ huy quân sự cấp cao của thành phố. Ông nổi tiếng bởi những đức tính khiêm nhường, cẩn trọng, lòng vị tha và - mặc dù thuộc giai cấp quý tộc - tư tưởng thiên về đường hướng dân chủ. Lòng dũng cảm của Timoleon được thể hiện rõ nét trong một trận chiến giữa thành phố Korinthos và thành phố Argos: trong trận đánh, khi người anh Timofanis đang chỉ huy kị binh thì ông ta bất thình lình bị ngựa hất ngã vào hàng ngũ địch quân. Ngay lập tức Timoleon chạy tới ứng cứu, lấy khiên che cho người anh bị ngã và cuối cùng đã cứu được người anh trai mang về.

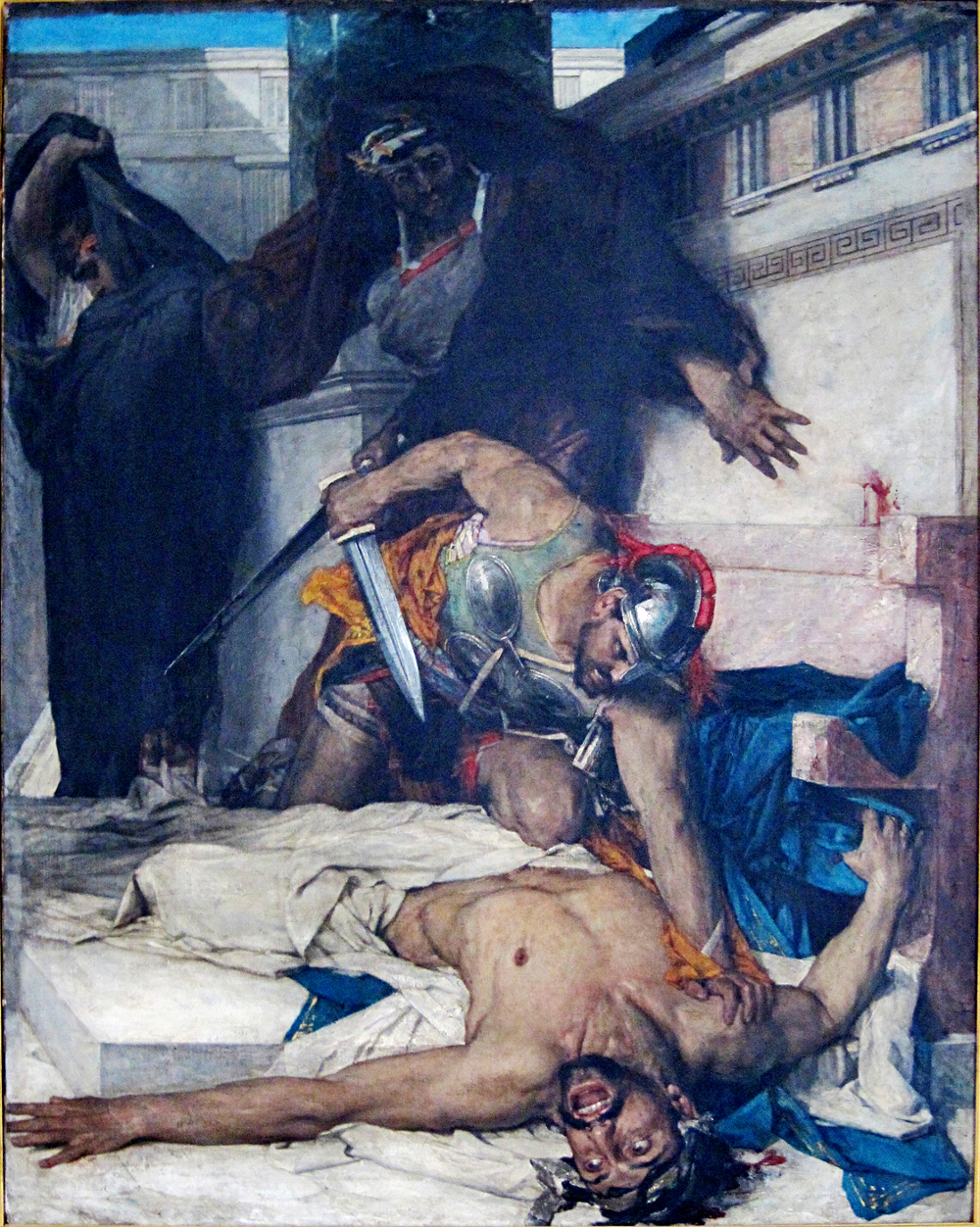
Cái chết của Timofanis, tranh vẽ bởi Léon Comerre (1874)

Tuy nhiên, về sau Timofanis, một người ham mê quyền lực, đã thực hiện những âm mưu tiếm quyền khiến "người Korinthos mong ước Timoleon bỏ mặc hắn chết trên chiến trường". Cụ thể, trong thời gian này thành phố Korinthos đã thành lập một đội quân 400 lính đánh thuê thiện chiến để chống lại các thành bang địch thủ và giao cho Timofanis chỉ huy. Nhờ vào quyền lực và số tài sản đồ sộ trong tay, ông ta đã sử dụng số quân này trong việc thanh trừng và loại bỏ rất nhiều địch thủ chính trị của mình, và đến năm 365 TCN Timofanis trở thành nhà cai trị tối cao ở Korinthos với quyền lực như một bạo chúa thực thụ. Trước các hành động của anh trai, Timoleon đã nhiều lần khuyên giải và can ngăn Timofanis, nhưng không thành công. Sau cùng, ông lại nhờ anh rể của Timofanis và một nhà tiên tri khác đến khuyên can, nhưng cũng không có kết quả gì. Không còn cách nào khác, Timoleon khóc và bỏ ra ngoài để cho hai người kia giết chết Timofanis.
Hành động của Timoleon nhận được những đánh giá trái chiều nhau của công luận lúc đó. Nhiều người đã ca ngợi ông là người yêu nước, là người đã giết chết một tên bạo chúa, trả lại nền dân chủ cho Korinthos và biết đặt công lý lên trên tình cảm. Họ cũng lập luận rằng ngày xưa Timoleon đã từng cứu mạng Timofanis cho nên nay khi Timofanis làm điều xấu, ông chỉ đoạt lại mạng sống này. Những dư luận khác lại lên án Timoleon là kẻ giết anh trai ruột, đặc biệt mẹ của Timoleon, do vô cùng đau khổ trước cái chết của Timofanis, đã nguyền rủa và từ mặt Timoleon. Trước sự đả kích lớn này, Timoleon đã định tự tử, nhưng bạn bè của ông đã can ngăn kịp thời. Cuối cùng, Timoleon quyết định rời bỏ chính trường và rời bỏ thành phố Korinthos, sống ẩn dật suốt 20 năm tại vùng đồng quê với lương tâm luôn bị dằn vặt.

## Viễn chinh Sicillia

### Được bổ nhiệm làm chỉ huy trưởng của viện binh
Trong thời gian này, tình hình ở đảo Sicillia đang hết sức hỗn loạn. Nhiều thành bang xảy ra nội chiến, và nhiều thành bang khác chế độ độc tài của các bạo chúa được thiết lập. Người Carthago láng giềng nhân cơ hội đó đẩy mạnh các hoạt động xâm lấn vào lãnh thổ của người Hy Lạp ở Sicillia. Riêng ở Siracusa, sau khi Dion bị ám sát (354 TCN), tình hình thành phố nhanh chóng xuống dốc, nhất là khi Dionýsios II của Siracusa trở về thành phố và thiết lập lại nền độc tài của mình sau 10 năm bị lưu đày (346 TCN). Sự thống trị tàn bạo và hà khắc của Dionysios khiến cho tình hình trở nên rối loạn, quyền lực của thành bang bị suy sụp, nhiều thuộc quốc li khai khỏi Siracusa và nhiều người dân Siracusa cũng bỏ chạy khỏi thành phố. Lợi dụng điều này, Iketas, bạo chúa thành Lentini đã liên minh với những người Siracusa bất mãn cùng quân đội Carthago tấn công Siracusa, lấy danh nghĩa là giải phóng thành phố khỏi ách thống trị của Dionysios.
Lo lắng trước mối liên hệ của Iketas với người Carthago, một bộ phận người lưu vong Siracusa không chạy sang Lentini mà cử sứ giả đến Korinthos đề nghị giúp đỡ. Do Siracusa vốn là thuộc địa của Kornithos và trong thời gian này Korinthos không có chiến tranh nên yêu cầu này được phía Korinthos đồng ý. Sau đó, Đại hội nhân dân (ekklēsia) đã quyết định chọn Timoleon làm người chỉ huy của số viện binh với số phiếu áp đảo; điều này được cho là một bất ngờ lớn vì lúc đó Timoleon đã sống ẩn dật suốt 20 năm và không có nhiều kinh nghiệm chỉ huy, điều hành.
Việc thuyết phục Timoleon không dễ dàng, vì mặc cảm về việc sát hại anh trai vẫn đè nặng ông. Tilekleidis, một chính trị gia có uy tín nhất ở Korinthos, đã tới gặp Timoleon và nói: "Nếu ông có lòng quả cảm làm được việc này thì người Kornithos sẽ nói ông đã giết một bạo chúa. Nếu không, họ sẽ nói ông đã giết chết anh ruột mình." Sau một thời gian dài kiên trì thuyết phục, Timoleon nhận lời. Năm 345 TCN, hạm đội Korinthos rời cảng trực chỉ hướng Siracusa.

### Giải phóng Siracusa
Timoleon được giao chỉ huy một hạm đội nhỏ gồm 10 tàu chiến ba tầng chèo (trireme) và 700 lính đánh thuê tới chi viện cho Siracusa. Trong khi ông đang điểm binh, một bức thư của được cho là của Iketas gửi đến Korinthos đã được công bố trước người dân. Trong thư này, Iketas nói thành Korinthos không cần chi viện nữa, lấy nguyên do là Korinthos quá chậm trễ nên Iketas đã cầu cứu người Carthago trước. Bức thư này gây tác dụng ngược khi nó khiến dư luận Korinthos phẫn nộ và tiếp tục đóng góp thêm tiền của cho đội viện binh.
Cũng trong lúc đó, người dân Korinthos lại nhận được thông tin về giấc mơ của một nữ tư tế đền thờ thần Persefoni, nội dung rằng Persefoni và mẹ mình là Demeter sẽ theo quân viện binh đến Sicillia. Theo thần thoại Hy Lạp, đảo Sicillia là nơi thần âm phủ Hades bắt cóc Persefoni về làm vợ và đó cũng là của hồi môn của bà; thế là người dân Korinthos lại đóng thêm một con tàu riêng dành cho Persefoni. Sau đó Timoleon đến đền thờ thần Apollon tại Delphi để xin lời khuyên của thần thánh. Khi ông bước vào đền thờ làm lễ, một dải băng có biểu tượng chiến thắng đã rơi trúng đầu của Timoleon. Cũng theo tương truyền, một điềm lành khác lại xảy ra trong cuộc hành quân khi chiếc soái hạm của Timoleon được một tia sáng chiếu vào và điều này được giải thích là thánh thần đang chiếu sáng để hướng dẫn đường đi cho Timoleon. Theo Plutarchus, các dấu hiệu "thần thánh" này vô hình trung, đã củng cố tinh thần chiến đấu của đội quân viện binh.
Cuộc hải hành diễn ra tương đối thuận lợi và Timoleon cập bến ở thành phố cảng Rhegion (nay là Reggio Calabria thuộc miền cực Nam nước Ý) và được đón tiếp trọng thị. Tuy nhiên, tình hình không phải hoàn toàn màu hồng: một hạm đội Carthago với binh lực đông gấp đôi đã đến neo đậu tại thành phố này và đã phong tỏa mọi lối đi tới Siracusa. Cùng lúc đó, sứ giả của Iketas đến gặp Timoleon yêu cầu hạm đội Korinthos rút về vì "cuộc chiến đã gần kết thúc". Tương kế tựu kế, Timoleon giả vờ đồng ý và tổ chức một buổi lễ ký kết "thỏa ước rút quân" nhằm đánh lạc hướng sự chú ý của phía Carthago, trong khi đó hạm đội Korinthos dưới sự giúp đỡ của người dân Rhegion đã bí mật vượt qua vòng vây một cách an toàn và đổ bộ lên Sicillia.
Tại Sicillia, Timoleon được vua Andromachos của Tauromenion (nay là thị trấn Taormina thuộc miền Đông Bắc Sicillia) tiếp đón nồng nhiệt; thậm chí Andromachos còn cho phép Timoleon sử dụng lãnh thổ của mình để làm bàn đạp cho các cuộc hành quân. Tuy nhiên phản ứng của các địa phương khác vẫn còn dè dặt vì họ lo sợ Timoleon cũng sẽ giống như các bạo chúa giả nhân giả nghĩa trước đây, thiết lập nền thống trị hà khắc lên họ. Tại Siracusa, Iketas đã đánh bại Dionysios, xâm chiếm hầu hết thành phố và vây chặt Dionysios trong pháo đài Siracusa tại đảo Ortygia. Hải quân Carthago thì vẫn tiếp tục kiểm soát vùng biển và hải cảng Siracusa. Binh lực của Timoleon chỉ có trên dưới 1.000 người và một lương quân nhu vừa đủ dùng.
Sau cùng, thành bang Ardanon (nay là Ardano ở Đông Bắc Sicillia) cử sứ giả đến cầu viện Timoleon, nguyên do là thành phố này đang xảy ra nội chiến và một trong hai phe đã cầu cứu Iketas. Timoleon mang 1.200 quân đến chi viện và khi tới Ardanon, ông phát hiện quân của Iketas đã đến ngoại vi Ardanon trước đó và vừa mới hạ trại ngoài thành. Mặc dù yếu thế về quân số (1.200 người so với 5.000 quân của Iketas), nhưng nhận thấy phía Iketas còn đang bận bịu với việc dựng trại, nấu nướng và chưa có hàng ngũ chỉnh tề, Timoleon liền xua quân tấn công chớp nhoáng và nhanh chóng đánh tan quân địch. Theo Plutarchus, tương truyền khi trận đánh đang diễn ra, các cổng đền thờ tại Ardanon bỗng dưng bật mở, để lộ ra các tượng thần chảy mồ hôi với những vũ khí đang lung lay, điều này được diễn giải là các thần thánh đang cùng Timoleon chiến đấu chống lại quân địch.
Chiến thắng chóng vánh này khiến thành phố Ardanon và nhiều vùng lân cận chuyển sang liên minh với Timoleon. Dionysios không ngoại lệ: trước đó ông ta đã định đầu hàng Iketas, nhưng sau trận Ardanon liền đổi ý quy thuận Timoleon với điều kiện được đảm bảo tính mạng và được sống yên ổn ở Korinthos. Timoleon liền cho 400 quân đến đánh chiếm pháo đài, bắt 2.000 hàng binh và thu giữ một lượng lớn quân nhu đủ để trang bị cho 70.000 người. Như vậy, chỉ trong vòng 50 ngày, Timoleon đã đánh chiếm lâu đài Siracusa và đày Dionysios đi Korinthos.
Iketas không dễ dàng bỏ cuộc. Ông ta tiếp tục phong tỏa chặt chẽ Ortygia và phái hai thích khách đến Ardanon để ám sát Timoleon, tuy nhiên kế hoạch ám sát bị thất bại ngay trong phút chót khi một người lạ mặt bất thình lình xuất hiện và giết chết một trong hai sát thủ nhằm trả thù cho người cha của anh ta đã bị sát thủ này giết trong quá khứ. Lần thoát hiểm vô cùng may mắn này được diễn giải là thần thánh đã phù hộ cho Timoleon tai qua nạn khỏi và chính Timoleon là người được trời sai xuống giải phóng hòn đảo này. Uy tín của Timoleon, nhờ đó, nhanh chóng tăng cao và nhiều người dân Sicillia lần lượt tình nguyên gia nhập quân đội của Timoleon. Trước tình hình chuyển biến nhanh chóng, Iketas và đồng minh Carthago quyết định ra tay trước. 60.000 quân Carthago cùng một hạm đội quy mô lớn dưới sự chỉ huy của Mago cấp tốc hành quân tới Siracusa. Đạo quân khổng lồ này nhanh chóng đánh chiếm phần lớn thành phố và vây chặt quân đồn trú của Timoleon tại Ortygia. Đối phó lại, Timoleon tổ chức các chuyến tàu tiếp tế từ đại bản doanh ở Katane (nay là thành phố cảng Catania ở miền Đông Sicillia) đến Ortygia, khởi hành nhân những lúc thời tiết xấu để tránh sự tầm nã của hải quân Carthago. Nhằm cắt đứt đường tiếp vận của Timoleon, Iketas cùng Mago mang một đạo binh tinh nhuệ đến công kích Katane, tuy nhiên khi số quân này vừa chớm đến nơi, họ nhận được tin quân đồn trú tại lâu đài vừa mới phản kích chiếm lại khu vực Arcadina. Đây là một vị trí có tầm quan trọng chiến lược trong thành phố, giúp củng cố đáng kể hệ thống phòng thủ tại Ortygia và mở rộng phạm vi hoạt động của quân đồn trú. Thất bại này buộc Iketas và Mago phải bỏ dở cuộc hành quân, vội vã rút về nhằm tìm cách vãn hồi tình hình.
Cùng thời gian này, phía Korinthos gửi thêm 2.000 viện binh đến giúp Timoleon. Số quân này đến Ý thì bị hạm đội Carthago phong tỏa, thêm nữa lại gặp bão nên không đổ bộ lên Sicillia được. Tin vào thời tiết xấu sẽ ngăn cản viện quân, viên tướng chỉ huy hải quân Carathago cho toàn bộ hạm đội quay về Siracusa phao tin viện quân Korinthos bị đánh tan, mong có thể nhờ đó khiến quân đồn trú của Timoleon mất tinh thần và đầu hàng. Tuy nhiên, mưu kế này đã phản tác dụng do thời tiết đột ngột chuyển biến tốt, và số viện quân đã có thể vượt biển đến Sicillia mà không phải chạm trán hạm đội Carthago. Sự "may mắn" này giúp tổng quân số của Timoleon tăng lên 4.000 người, trên cơ sở này ông đã mở một cuộc tấn công lớn nhằm quét sạch quân Iketas và Carthago khỏi Siracusa. Dĩ nhiên con số này không là gì so với 60.000 quân Carthago, nhưng những "may mắn" liên tiếp của Timoleon khiến cho phía Carthago rất lo sợ. Thêm vào đó, binh lính của Iketas, vốn là người Hy Lạp, bắt đầu bất mãn trước việc đầu quân cho người ngoại tộc đánh lại đồng bào của mình, nhất là khi các "điềm báo" cho thấy "thánh thần" đang phù hộ cho Timoleon. Kết quả, Mago cho quân rút về Carthago bất chấp sự can ngăn của Iketas. Mất đi sự ủng hộ của Carthago, quân đội Iketas tan rã nhanh chóng và Timoleon giải phóng được toàn bộ Siracusa mà không chịu tổn thất đáng kể nào. Như vậy là sau 1 năm chinh chiến, Timoleon đã hoàn thành mục tiêu giải phóng Siracusa. Iketas bị đánh bại, buộc phải rút về Lentini với hai bàn tay trắng.

### Xây dựng và củng cố chính quyền mới
Timoleon tiếp quản một Siracusa hoang tàn sau một thời gian trải qua chiến tranh liên miên và nằm dưới một nền cai trị hà khắc. Phần lớn dân cư đã bỏ chạy khỏi thành phố để tránh chiến tranh cũng như sự thống trị của các bạo chúa, đến mức chợ búa và quảng trường mọc đầy cỏ dại và ngựa cũng được nuôi ở đấy. Theo Platon, dân số Siracusa vào năm 354 TCN không vượt quá 10.000 người. Đó chính là tình trạng của một thành bang mà Timoleon có nhiệm vụ phải vực dậy và củng cố.
Trước hết, Timoleon thực hiện một bước đi chính trị nhằm xóa bỏ những ngờ vực về một nền chuyên chế mới hậu Dionysios. Ông hạ lệnh cho dỡ bỏ toàn bộ lâu đài Siracusa tại đảo Ortygia - tổng hành dinh của các bạo chúa trước đây. Đồng thời, tất cả các cung điện, đài tưởng niệm, dấu tích liên quan đến những chế độ trước đều bị phá hủy sạch sẽ. Một tòa án được xây dựng trên nền lâu đài cũ bằng vật liệu của những công trình bị phá dỡ. Sau đó, Timoleon cho vời Kephalos và Dionysios, hai luật gia của thành Korinthos đến giúp ông xây dựng luật pháp và điều hành chính thể mới của Siracusa.
Nhằm giải quyết vấn đề dân cư của Siracusa, Timoleon nhờ mẫu quốc Korinthos gửi sứ giả đi mời gọi những người Siracusa lưu vong và những người Hy Lạp khác quay về Siracusa sinh sống. Ban đầu có rất ít người lưu vong theo về, nhưng sau cùng, Timoleon cũng mời gọi được 60.000 nam cư dân gốc Sicillia và Ý (trong đó có 10.000 người Siracusa) cùng một số lớn phụ nữ, trẻ em về Siracusa. Ruộng đất được tái phân bổ lại giữa các cư dân cũ và mới, nhà cửa và các tài sản công thì được bán đấu giá, thu được tổng cộng 1.000 talanton vàng để trang trải chi phí cho chính quyền.
Về đối ngoại, từ mùa xuân năm 342 TCN, Timoleon cho quân đi khắp Sicillia lật đổ các bạo chúa còn lại trên hòn đảo và đày các bạo chúa này về Korinthos. Đối với Timoleon, việc bắt các bạo chúa về lục địa Hy Lạp cho công luận trông thấy là một vinh quang cho thành phố Korinthos. Ông cũng sai phái 1.000 quân tinh nhuệ đi xâm lấn những vùng đất của người Carthago và cho phép họ làm giàu nhờ các chiến lợi phẩm thu được.

### Chiến tranh chống người Carthago
Người Carthago không để yên như vậy. Năm 341 TCN, họ lại mở một cuộc tấn công quy mô lớn vào các thành bang Hy Lạp trên đảo Sicillia. Theo các sử liệu, lần này phía Carthago huy động đến 70.000 quân (trong đó có 2.500 quân tinh nhuệ thuộc Binh đoàn Thần thánh), 200 tàu chiến, 10.000 ngựa chiến và rất nhiều công cụ vây thành, tàu chở quân, chiến xa và các khí cụ khác, đủ dùng để duy trì một cuộc chiến lâu dài. Một đạo quân khổng lồ như vậy cho thấy người Carthago không chỉ muốn báo thù mà còn muốn vĩnh viễn đẩy lui thế lực của người Hy Lạp khỏi Sicillia. Đứng trước tình thế khẩn cấp, Timoleon buộc phải tạm ngưng các cuộc thảo phạt và mộ quân nghênh chiến. Ông chỉ có thể triệu tập một đạo quân nhỏ để chống lại phía Carthago. Trên đường đi, Timoleon buộc phải giải quyết rất nhiều khó khăn do tinh thần dao động và tình trạng đào ngũ của lính đánh thuê trong quân đội. Sau nhiều nỗ lực, vấn đề sĩ khí đã được giải quyết về cơ bản nhưng vẫn có 1.000 lính đánh thuê đã đào ngũ vì kinh sợ trước sức mạnh quân địch và bất mãn trong vấn đề lương bổng. Về phần mình, Timoleon lại cho rằng việc những phần tử phản loạn lộ diện trước trận đánh thực ra là một điều tốt và ông vẫn tiếp tục cuộc hành quân.
Vấn đề sĩ khí lại nổi lên không lâu sau đó, lần này là vì mê tín. Khi quân trinh sát của Timoleon đang thám thính động tĩnh bên doanh trại Carthago, họ nhìn thấy một đoàn la chở đầy mùi tây. Nhiều người cho rằng đây là điều cực kì xấu vì mùi tây vốn dùng để trang trí mồ mả. Timoleon nhanh trí "chữa cháy" bằng cách cải chính rằng, mùi tây được dùng để kết các vòng nguyệt quế dành cho các quán quân trong đại hội thể thao Isthmus tổ chức tại Korinthos. Vị chủ tướng đích thân kết cho mình một vòng nguyệt quế, sau đó các binh sĩ cũng bắt chước làm theo. Ngay lúc đó, hai nhà tiên tri của đoàn quân nhìn thấy hai con chim ưng đang bay lượn trên bầu trời. Điều này được giải thích là một điềm lành, nhờ thế mà sĩ khí cuối cùng cũng được khôi phục.
Hai bên dành quân chong mặt nhau ở con sông Krimissos. Theo kế hoạch của Timoleon, quân Hy Lạp sẽ tấn công khi người Carthago đang vượt sông dang dở, khi ấy chính dòng sông sẽ chia quân Carthago làm hai phần, giúp quân Hy Lạp có thể giải quyết riêng nhóm quân người Carthago chính gốc đi tiên phong, giảm bớt ưu thế quân số của phía Carthago. Còn khối quân đồng minh đang lội nước phía sau sẽ cản đường rút lui của tiền quân Carthago. Kế hoạch của Timoleon đã thành công, một phần là nhờ trận mưa giông lớn khiến quân địch lóa mắt và trượt ngã trong đống bùn, lúc đó các khiên giáp nặng nề của phía Carthago đã quay sang hại chính họ. Plutarchus ghi rằng có tổng cộng có 10.000 quân Carthago tử trận, trong đó bao gồm toàn bộ Binh đoàn Thần thánh tinh nhuệ nhất trong quân đội Carthago. Quân của Timoleon bắt được toàn bộ số chiến lợi phẩm khổng lồ trong doanh trại quân địch cùng rất nhiều tù binh, trong đó có 5.000 người được đưa về Siracusa. Timoleon đã gửi một số bộ áo giáp đẹp nhất về Korinthos làm bằng chứng cho trận thắng này.
Người Carthago lại đem quân tấn công Siracusa một lần nữa. Họ nhận được sự trợ giúp của một số bạo chúa, trong đó có Iketas và Marmekos, người cai trị thành Katane. Phía Carthago và các đồng minh giành được một số chiến thắng ban đầu, nhưng Timoleon đã giành một chiến thắng quan trọng khi đánh bại cuộc tập kích của Iketas, tiêu diệt 1.000 quân và bắt sống ông ta. Iketas cùng vợ con đều bị xử tử để trả thù cho việc ông này đã giết vợ và con trai của Dion. Sau đó, Timoleon tiến đánh Marmekos ở Katane và tiêu diệt 2.000 quân của Marmekos, trong đó có nhiều lính đánh thuê của Carthage. Marmekos chạy trốn đến Messini, nhưng bị Timoleon bắt giữ cùng với người bạo chúa cai trị thành này là Hippo. Cả hai đều bị xử tử. Cuối cùng, Carthage phải chấp nhận ký hòa ước, lấy sông Halycus (Platani) làm ranh giới và không được trợ giúp các bạo chúa ở Sicillia. Các bạo chúa còn lại đều bị Siracusa đánh dẹp.

## Cai trị Siracusa
Timoleon soạn thảo hiến pháp mới cho Siracusa, một hiến pháp được cho là dân chủ thời kỳ đó. Tuy nhiên ông vẫn giữ quyền lực tối thượng của chỉ huy quân đội - nhiều sử gia coi ông là một bạo chúa nhưng có chính sách cai trị nhân từ và có ý thức giữ gìn hình thức dân chủ. Thành phố Siracusa bước vào giai đoạn phục hồi và thịnh vượng.
Timoleon sống đến hết đời ở Siracusa. Ông không trở về Hy Lạp để tranh đoạt quyền lực như nhiều thống soái nổi tiếng khác của Hy Lạp. Cuối đời, Timoleon bị mù cả hai mắt và phải nghỉ hưu, tuy nhiên người ta vẫn thỉnh ông đến Đại hội dân chúng để xin ý kiến về các vấn đề nan giải. Sau khi qua đời (336 TCN), Timoleon được tổ chức tang lễ trọng thể, và an táng trong lăng mộ ở quảng trường-chợ của thành phố. Một học viện cũng được đặt tên là Timoleon.